# Metazygia cienaga
Metazygia cienaga är en spindelart som beskrevs av Levi 1995. Metazygia cienaga ingår i släktet Metazygia och familjen hjulspindlar. Inga underarter finns listade i Catalogue of Life.